# مراد قريشي
مراد قريشي (بالإنجليزية: Murad Qureshi)‏ هو صحفي بريطاني، ولد في 27 مايو 1965 في مانشستر الكبرى في المملكة المتحدة.

## وصلات خارجية
- الموقع الرسمي